# Andrea (cantante)
Andrea (in bulgaro Андреа?), pseudonimo di Teodora Rumenova Andreeva (in bulgaro Теодора Руменова Андреева?; Sofia, 23 gennaio 1987), è una cantante bulgara di musica pop e čalga, dal 2008 al 2012 membro del duo, insieme al cantante rumeno Costi Ioniță, conosciuto come Sahara.

## Biografia
La sua carriera musicale iniziò con il supporto del suo produttore Lyusi Ilarionov. La sua prima canzone fu Kato nepoznat, realizzata nel giugno 2006, e un mese più tardi arrivò il suo primo video musicale. Nel marzo 2008 realizzò il suo primo album Ogan v kravta e nell'agosto dello stesso anno cantò Samo moj col cantante e produttore rumeno Costi Ioniță, canzone che divenne una hit estiva. I due cominciarono a lavorare insieme e, sotto il nome di Sahara, realizzarono numerose hit tra cui Izbiram teb, Upotrebena, Neblagodaren, Lazha go s teb e Lyubovnik. Costi divenne il compositore della maggior parte delle hit incluse nel secondo album Men si tarsil, uscito nell'ottobre del 2009, e nel terzo Andrea, del dicembre 2010, e il duo si affermò come uno dei più moderni nell'ambito della musica dance europea vantando collaborazioni con Bob Sinclar, (I Wanna) Shaggy (Champagne) e Mario Winans (Mine).
All'inizio del mese di aprile 2012 Andrea lasciò il duo Sahara per intraprendere una carriera da solista.
Nel 2012 pubblica il suo album Losha, e pubblica video musicali di grande successo (nel territorio bulgaro) come Dokrai e Losha. Le sue canzoni raggiungono la vetta delle classifiche musicali bulgare, e rimangono al primo posto per molte settimane. Più tardi la cantante pubblica il singolo Only You con la collaborazione di Gabriel David, e Hayati sotto la etichetta discografica Roton Music.
Nel 2013 Andrea collabora con Costi Ionita e con il produttore Rosen Dimitrov per nuove singoli come Loš geroi, Nikoi drug e Njama da sam az.
Il video ufficiale di Nikoi drug viene girato in Grecia, Santorini ad agosto, dove la cantante posa anche per un servizio fotografico per Playboy Bulgaria.
Successivamente pubblica il video musicale di Njama da sam az, la canzone ha un grande successo e raggiunge il primo posto delle classifiche musicali bulgare.
Mesi dopo collabora con la cantante "Jenna" per una nuova canzone chiamata Pij edno ot mene.
Andrea ha un livello di popolarità molto alto in Bulgaria, viene considerata una delle maggiori esponenti della musica Čalga.
I video musicali di Andrea sono spesso molto sexy e provocatori, grazie alla bellezza e alla sensualità della cantante. Il video musicale "Upotrebena" è stato considerato uno dei più sexy, seguito da Dokrai.
Andrea posa per la famosa rivista Playboy Bulgaria per due volte, giugno 2008 e agosto 2013.
Successivamente collabora anche con dei cantanti serbi come Cvija e MC Yankoo. Zvuk (con MC Yankoo) raggiunge numerose visualizzazioni su YouTube.
Distribuisce la sua prima canzone in spagnolo nel 2014, collaborando con Ronny Dae e Benny Blaze, Besame. Nel video musicale è presente la sua storica "nemica di gossip" Nikoleta Lozanova, mostrando così al pubblico bulgaro di essere di nuovo amiche.
Nel 2015 esce il video musicale Seks za den, un video sexy e provocatorio dove la cantante gioca con la sua famosa amica/nemica Nikoleta. Questo sarà il suo ultimo video musicale bulgaro sotto l'etichetta "Payner". Andrea non rinnova il contratto a causa di alcuni metodi lavorativi imposti, da lei non accettati. Quindi decide di essere indipendente, fonda la "Andrea Productions" e ottiene un contratto con la Cat Music.
Successivamente collabora con il DJ Edward Maya, distribuendo così Universal Love, il video viene caricato nel canale ufficiale della Cat Music, nota etichetta musicale rumena.
Nel mese di dicembre dello stesso anno, collabora con la cantante rumena Otilia, Shaggy e Costi, rilasciando il singolo Passion per il mercato internazionale, e Poludei per il mercato bulgaro.
Nell'estate 2016 esce il singolo Love Is Mine sotto la Cat Music; qui la cantante esplora sonorità nuove, più europee, usano come sound chiave il sassofono, unito alla dance. Il video è stato girato ad Hollywood, nella stessa località dove artisti come Britney Spears, Chris Brown, hanno girato i propri video musicali. Il video musicale di Love Is Mine venne trasmesso in molti programmi musicali, ottenendo successo in Grecia e Turchia.
Successivamente la cantante annuncia di essere al lavoro su un nuovo album, una raccolta delle sue hit di successo.
Nell'estate 2017 esce Vitamin.

## Vita privata
Andrea dal 2006 è fidanzata con il pugile dei pesi massimi Kubrat Pulev.

## Discografia

### Album in studio
- 2008 – Ogan v kravta
- 2009 – Men si tarsil
- 2010 – Andrea
- 2012 – Loša

### Raccolte
- 2009 – The Best Of Андреа - Мастика Пещера - Страст на кристали

### Singoli
- 2012 – Loša
- 2018 – Mania
- 2020 – Carola